# Faryion Wardrip
Faryion Edward Wardrip (Salem, 6 marzo 1959) è un serial killer statunitense.
Wardrip violentò e uccise cinque giovani donne a Wichita Falls e nelle regioni limitrofe tra il 1984 e il 1986.
Il 6 maggio 1986 Wardrip si presentò a casa di Tina Kimbrew, una ragazza ventunenne conosciuta da poco, lei lo fece amichevolmente entrare ma lui l'assalì improvvisamente uccidendola.
Il 9 maggio successivo l'assassino telefonò alla polizia avvertendo che era in procinto di suicidarsi, ma poi cambiò idea e attese l'arrivo degli agenti a cui confessò l'omicidio commesso pochi giorni prima.
Venne arrestato, processato e condannato a 35 anni di carcere. Per via della buona condotta nel 1997 ottenne la libertà condizionale e si trasferì a Olney, dove si sposò ed iniziò a condurre una vita esemplare, diventando anche molto attivo nella Chiesa locale dove curava attività per i bambini.
Nel 1999 l'investigatore John Little riprese le indagini su alcuni omicidi rimasti insoluti che si erano verificati a Wichita Falls negli anni '80. Così facendo scoprì un legame fino ad allora rimasto sconosciuto tra Wardrip e una delle vittime - Ellen Blau.
Con uno stratagemma Little riuscì a procurarsi il DNA di Wardrip e le analisi successive rivelarono che nel 1985 era stato proprio lui a violentare ed uccidere Terry Lee Sims - 20 anni - e Toni Gibbs - 21 anni.
Una volta arrestato Wardrip confessò anche gli omicidi di Ellen Blau - 21 anni - e di Debra Taylor - 26 anni.
Alla fine del 1999 il reo confesso venne condannato alla pena di morte per lo stupro e l'assassinio di Terri Lee Sims più tre ergastoli per le altre tre vittime.
Nel 2010, in seguito ad un appello, tentò di cambiare la sua condanna a morte in carcere a vita, senza successo. Wardrip, attualmente, è ancora nel braccio della morte.
Un libro basato sui suoi crimini, Body Hunter, venne scritto nel 2001 da Patricia Springer.
Un altro libro riguardo ai crimini di Wardrip e le relative indagini, Scream at the sky, venne scritto da Carlton Stowers nel 2003.